# Molybdän(IV)-bromid
Molybdän(IV)-bromid ist eine anorganische chemische Verbindung des Molybdäns aus der Gruppe der Bromide.

## Gewinnung und Darstellung
Molybdän(IV)-bromid kann durch Reaktion von Molybdän(III)-bromid mit Brom gewonnen werden.
{\displaystyle \mathrm {2\ MoBr_{3}+Br_{2}\longrightarrow 2\ MoBr_{4}} }
Ebenfalls möglich ist die Darstellung durch Bromierung von Molybdänhexacarbonyl.

## Eigenschaften
Molybdän(IV)-bromid ist ein schwarzer, kristalliner Feststoff, der äußerst empfindlich gegenüber Oxidation und Hydrolyse ist. Er ist wenig löslich in Brom. Bei Erwärmung im Vakuum erfolgt ab 110 °C Zersetzung in Molybdän(III)-bromid und Brom.